# Waterford Township (comté de Clinton, Iowa)
Pour les articles homonymes, voir Waterford Township.
Ne doit pas être confondu avec Waterford Township du comté de Clay.
Waterford Township est un township, du comté de Clinton en Iowa, aux États-Unis,.
Le township est organisé en avril 1854 : à l'origine, il est baptisé Henry Township puis le nom est changé le mois suivant.

## Source de la traduction
- (en) Cet article est partiellement ou en totalité issu de l’article de Wikipédia en anglais intitulé « Waterford Township, Clinton County, Iowa » (voir la liste des auteurs).